# Arnaud de Nîmes
Arnaud de Nîmes est un prélat du Moyen Âge, trente-sixième évêque connu de Nîmes de 1212 à 1242.

## Biographie
Arnaud est abbé de Saint-Ruf. En 1210 ou début 1211, les légats du pape le chargent d'aller à Rome pour informer Innocent III de l'échec de leurs tentatives de négociations avec Raymond VI de Toulouse, et de l'excommunication qu'ils ont lancée.
Il est élu évêque de Nîmes en 1212, et assiste en janvier de l'année suivante au concile de Lavaur. En août 1213, il conclut avec l'archevêque d'Arles un traité d'alliance entre leurs deux villes.
Il participe à la croisade contre les Albigeois avec Simon de Montfort, et reçoit de celui-ci la terre de Millau. Renommé pour son habileté en affaires, il est choisi comme arbitre de plusieurs différends. Il reçoit plusieurs chartes en faveur de sa ville, et juillet et août 1216.
Devant l'attachement des nîmois aux comtes de Toulouse, le pape Honoré III menace en 1220 de déplacer le siège épiscopal de Nîmes. En 1222, l'évêque Arnaud de Nîmes et l'évêque de Béziers sont envoyés par Montfort auprès du roi Philippe Auguste pour lui offrir ce qui lui reste de son domaine, sans succès.
Les habitants de Nîmes sont désireux d'y accueillir l'ordre des frères mineurs, et du vivant de saint François d'Assise ils leur construisent une église et un couvent en dehors de la ville. L'évêque Arnaud pose la première pierre de leurs deux édifices dans cette ville en 1222. 
Devant l'avance des troupes de Raymond VII de Toulouse, l'évêque Arnaud quitte Nîmes et se réfugie dans Béziers. Il participe aux négociations de paix entre le comte de Toulouse et Montfort en 1223.
Devant participer au concile convoqué par le pape Grégoire IX contre l'empereur Frédéric II, Arnaud se rend à Gênes et s'embarque pour Rome avec d'autres prélats, mais la flotte de Frédéric II s'empare de leurs vaisseaux le 3 mais 1241. Il est détenu prisonnier au royaume de Naples, et y meurt en 1242. Il y est d'abord inhumé, dans l'église Sainte-Marie, puis son corps est transféré à Nîmes et enterré dans la cathédrale. Raimond II Amauri lui succède.